# 田村町下道渡
田村町下道渡（たむらまち しもみちわたし）は、福島県郡山市の大字である。郵便番号は963-1247。

## 地理
郡山市南東部の田村地区に属する。北で田村町金沢、東で田村町上道渡、南東で田村町谷田川、南西で田村町細田とそれぞれ隣接する。また田村町上道渡の飛地が当大字内に2ヶ所所在する。概ね町村制施行以前の田村郡下道渡村の流れを汲む地域である。一級水系阿武隈川水系黒石川右岸支流も裏川流域を主な範囲とする。川に沿った谷あいの平地に田畑が広がり、周辺の山裾を中心に集落が位置するほかは山林が占める。田村町田母神に所在する郡山警察署二瀬駐在所及び田村町岩作に所在する郡山消防署田村分署がそれぞれ管轄にあたる。

### 主な字
字
- 浜井場
- 坂ノ下
- 総ノ内
- 寺内

- 南作
- 大森
- 中之内

### 河川・湖沼
一級水系阿武隈川水系
- 裏川（黒石川支流）

## 歴史
- 1879年1月27日 - 幕府領下道渡村が福島県内における郡区町村制の施行により田村郡の村となる。
- 1889年4月1日 - 町村制の施行により下道渡村が糠塚村・田母神村・川曲村・栃山神村・栃本村・上道渡村・谷田川村と合併し田村郡二瀬村が発足する。旧下道渡村域は二瀬村の大字となる。
- 1893年2月3日 - 二瀬村の一部が分立し新たな谷田川村が発足し、谷田川村の大字となる。
- 1955年1月1日 - 谷田川村が高瀬村の一部と守山町と合併したことで田村町が発足し、田村町の大字となる。
- 1965年5月1日 - 田村町が郡山市、安積郡富久山町、日和田町、熱海町、安積町、喜久田村、逢瀬村、片平村、三穂田村、湖南村と合併し新たな郡山市が設立され、郡山市の大字となる。

## 世帯数と人口
2024年1月1日現在の世帯数と人口は以下の通りである。
| 大字         | 世帯数 | 人口  |
| ------------ | ------ | ----- |
| 田村町下道渡 | 60世帯 | 136人 |

## 小・中学校の学区
市立小・中学校に通う場合、学区は以下の通りとなる。
| 番地 | 小学校               | 中学校             |
| ---- | -------------------- | ------------------ |
| 全域 | 郡山市立谷田川小学校 | 郡山市立守山中学校 |

## 交通

### 道路
- 一級市道64号上道渡守山線

## 施設
- 下道渡公民館
- 東部森林公園（駐車場、展望台の一部）
- 満蔵寺
- 八幡神社